# Olympique Dramatique
Olympique Dramatique is een Vlaams theatergezelschap, opgericht in 1999 door de acteurs Tom Dewispelaere, Ben Segers, Stijn Van Opstal en Geert Van Rampelberg. Zij studeerden in 1998 samen af aan de toneelafdeling van de Antwerpse Studio Herman Teirlinck. Sinds 2004 werkt het gezelschap nauw samen met Het Toneelhuis.
Hun eerste theaterstukken waren: De Krippel, De kale zangeres, De Jossen, The Lieutenant of Inishmore, de musical Adams appels en Kunstminnende heeren.
Voor latere stukken werkten ze samen met steeds een andere regisseur: De geruchten met Guy Cassiers, Titus Andronicus met Raven Ruëll, In de strafkolonie/Het hol met Bart Meuleman, Het litteken lip met Pieter De Buysser en Bij het kanaal naar links met Alex van Warmerdam.
Ze organiseerden een eigen festival met de naam Soirées Olympiques.